# シン・ティエン

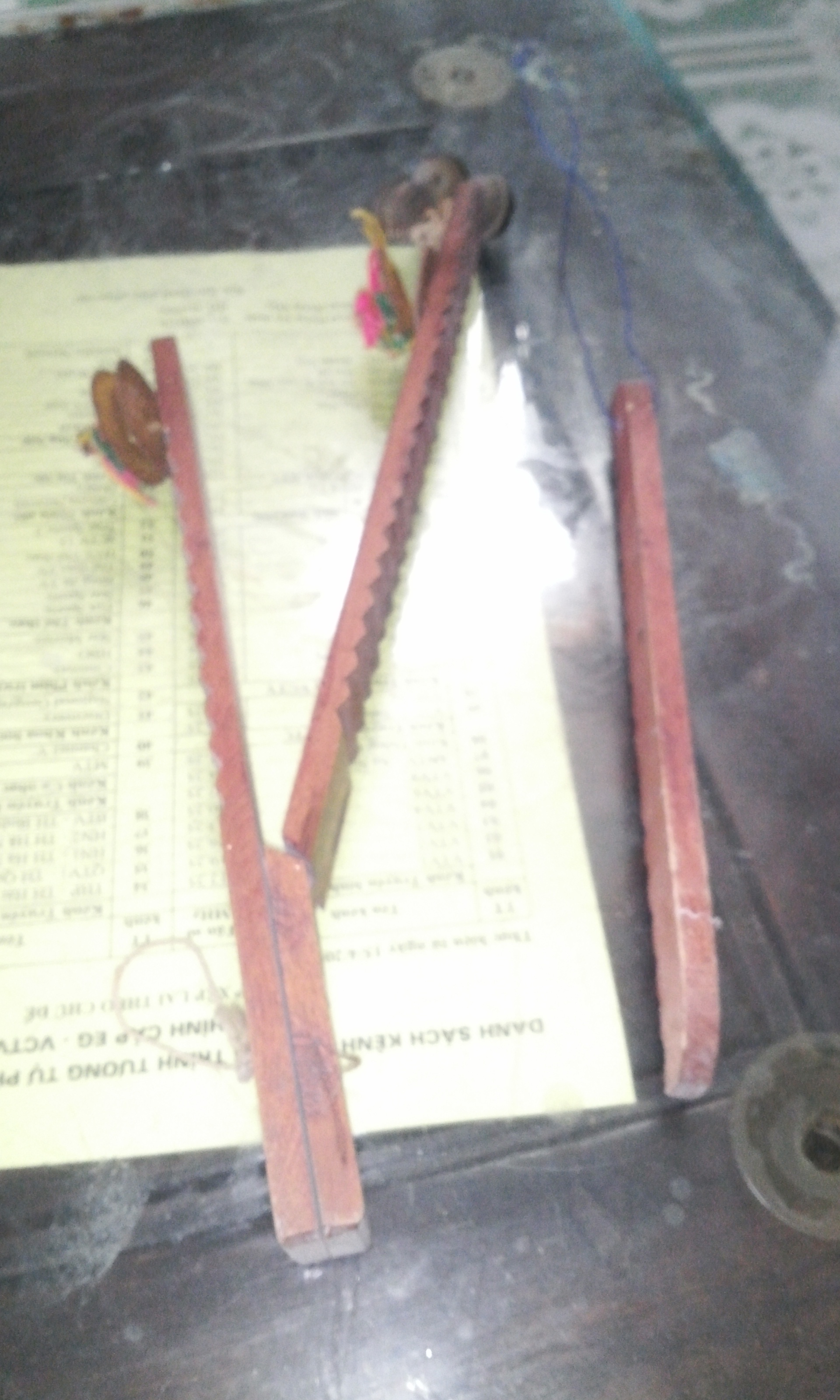
Sanh Tiền (Sênh Tiền, Sinh Tiền)

シン・ティエン(ベトナム語：sinh tiền / 生錢)またはセン・ティエン(ベトナム語：sênh tiền / 笙錢)はベトナムの民族楽器の一つ。拍子木、すりざさら、ラトル、としての機能を併せ持つ。木製の三つの部品から成り、ラトルとしての機能のために中国の古銭を備える。
古代エジプトの楽器シストラム(Sistrum)は、シン・ティエンに類似している。